# NHK矢板平野中継局
NHK矢板平野中継局（エヌエイチケイやいたひらのちゅうけいきょく）は、栃木県矢板市に置かれていたNHK東京放送センターのアナログテレビ中継局である。

## 概要
- 当中継局は、矢板市大字下伊佐野字兵庫畑に置かれ、該当地域などへ電波を発射していたが、共同受信施設の整備などで2002年3月29日をもって廃止された。
- なお、民放については、共同受信施設からの受信や周辺地域の中継局からの電波を受信している。

## 中継局概要（廃止時点）
| 放送局名          | チャンネル | オフセット | 空中線電力          | ERP  | 放送対象地域 | 放送区域内世帯数 | 偏波面   |
| NHK東京総合テレビ | 36ch       | 無し       | 映像100mW /音声25mW | 不明 | 関東広域圏   | 不明             | 水平偏波 |
| NHK東京教育テレビ | 34ch       | 無し       | 映像100mW /音声25mW | 不明 | 全国放送     | 不明             | 水平偏波 |